# Robert Niemi
Robert James „Bob“ Niemi (* 17. April 1955 in Fitchburg, Massachusetts; † 17. September 2022) war ein US-amerikanischer Anglist, Literaturwissenschaftler, Literaturkritiker und Sachbuchautor. Von 1990 bis 2022 war er Professor of English am Saint Michael’s College in Vermont.

## Leben
Robert Niemi wurde 1955 in Fitchburg als eines von vier Kindern des Ehepaars Alfred A. Niemi und Anita Mary (Cormier) Niemi geboren.
Niemi besuchte bis 1973 die Fitchburg High School. 1977 erlangte er den Bachelor of Arts in English an der University of Massachusetts Amherst. 1978 erlangte er den MSLS an der Columbia University in New York City. Von 1979 bis 1983 war er Direktor der technischen Dienste der öffentlichen Bibliothek von Leominster, Massachusetts, und des Western Massachusetts Regional Library Systems. An der University of Massachusetts Amherst erlangte Niemi 1988 den Master of Arts in English und 1991 mit der Dissertation Music Out of an Abyss: A Critical Study of the Fiction of Weldon Kees den Ph.D. in English.
Seit 1990 unterrichtete Niemi Amerikanische Literatur, Film, Kritische Theorie und American Studies am Saint Michael’s College in Colchester, Vermont. Im September 2012 wurde er von der Hochschule mit dem Scholarship and Artistic Achievement Award für sein Wirken ausgezeichnet.
Niemi veröffentlichte mehrere Sachbücher; seine Publikationsschwerpunkte waren Literatur, Film und Populärkultur. So schrieb er unter anderem Werke über die Schriftsteller Weldon Kees und Russell Banks, die Beat Generation, den Filmemacher Robert Altman oder die Geschichte des Kriegsfilms. Daneben verfasste Niemi zahlreiche Artikel, Buchkritiken und enzyklopädische Beiträge.
Niemi war mit Constance „Connie“ Dufour verheiratet und lebte in Essex Junction, Vermont. Das Paar hatte einen Sohn. Robert Niemi starb am 17. September 2022 im Alter von 67 Jahren an den Folgen von Bauchspeicheldrüsenkrebs.

## Schriften (Auswahl)
- mit Daniel Gillane: The Bibliography of Weldon Kees. Jackson, Mississippi, Parrish House, 1997.
- Russell Banks. New York, Twayne Publishers; London, Prentice Hall International, 1997, ISBN 978-0-80574-018-9.
- History in the Media: Film and Television. 1. Auflage, Santa Barbara, California, ABC-CLIO, 2006, ISBN 978-1-57607-953-9.
- The Ultimate, Illustrated Chronology of the Beats. (2011) Berkeley, California, Soft Skull Press, 2011, ISBN 978-1-59376-411-1.
- Inspired by True Events: An Illustrated Guide to More Than 500 History-Based Films. Santa Barbara, California, ABC-CLIO, 2013, ISBN 978-1-61069-198-7.
- The Cinema of Robert Altman: Hollywood Maverick. New York, Columbia University Press, 2016, ISBN 978-0-23185-086-5.
- 100 Great War Movies: The Real History Behind the Films. Santa Barbara, California, ABC-CLIO, 2018, ISBN 978-1-44083-385-4.